# Chintenpalli, Yadgir
Chintenpalli là một làng thuộc tehsil Yadgir, huyện Gulbarga, bang Karnataka, Ấn Độ.